# Frans Sammut
Frans Sammut (1945. november 19. – 2011. május 4.) máltai regény- és prózaíró.

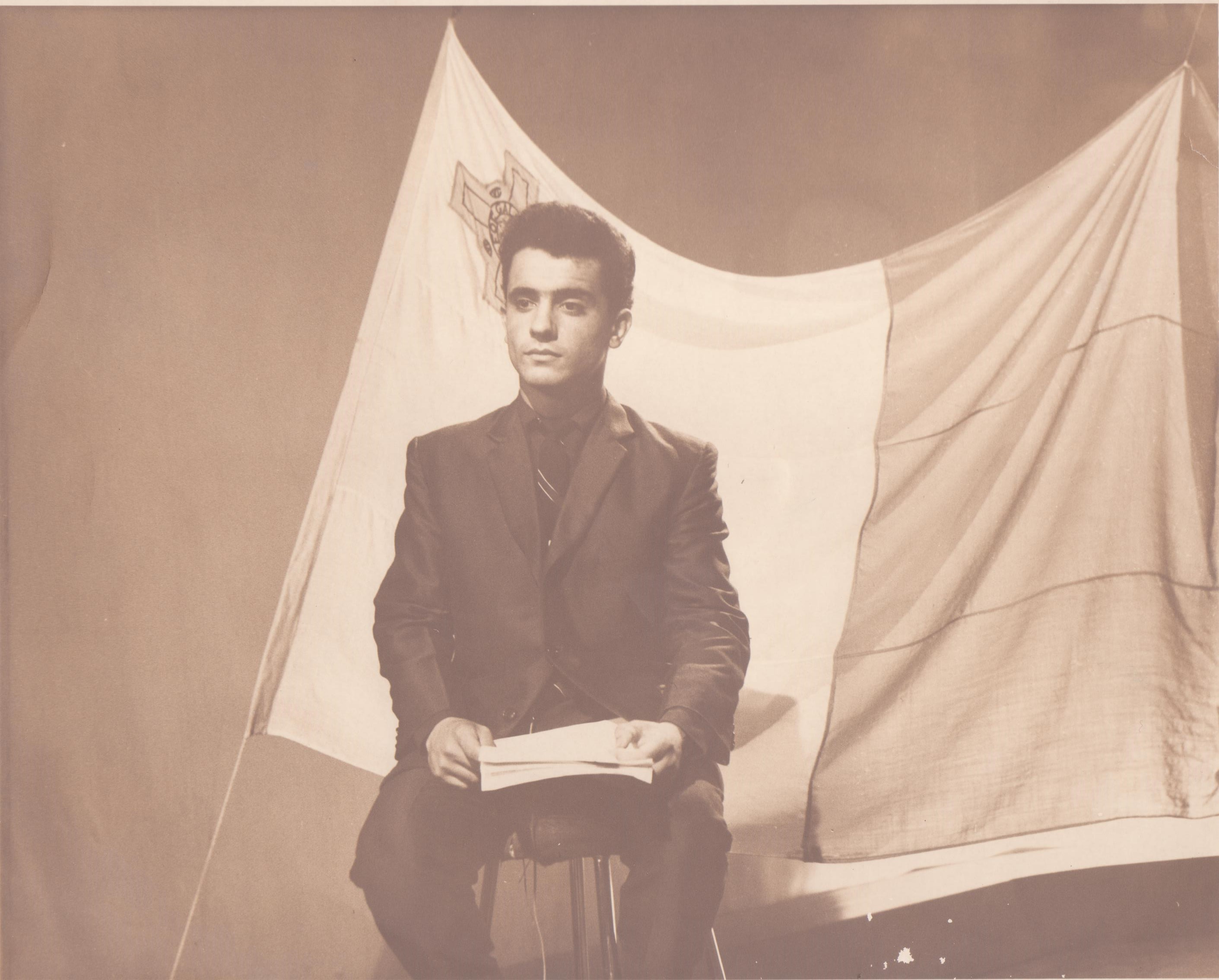
Malta's Modern National Author, Frans Sammut, and the Maltese Flag - late 1960s/early 1970s

## Élete

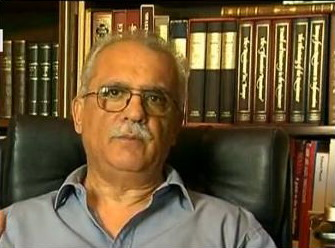
Frans Sammut 2010. közepén

Sammut Máltán, Ħaż-Żebbuġban született. Tanulmányait a żebbuġi Általános Iskolában, a Szent Aloysius Középiskolában, majd a Szent Mihály Tanárképző Főiskolán, és a Máltai Egyetemen (B.A., M.Ed., Teológia Szakon), valamint a Perugai Egyetemen (Olasz, mint idegen nyelv tanítása) végezte.
Sammut elismerést először az 1960-as évek végén szerzett, mikor is társalapítója lett az Irodalom Megújítása Mozgalomnak. Később a Máltai Nyelvakadémia titkára lett. Sammut karrierjét az oktatásban, iskolaigazgatóként fejezte be, habár 1996-1998. között a máltai miniszterelnök kulturális tanácsadója volt.
Felesége Catherine Cachia, fiaik Mark és Jean-Pierre.

## Munkássága
Számtalan művet publikált, közöttük a legnagyobb példányszámban elkelt regényt, a Ketrecet (Il-Gaġġa), amely az 1971-ben Mario Philip Azzopardi által rendezett film alapjául szolgált,; a Szamurájt, amely elnyerte a Rothman Díjat; a Paceville-t, amely megkapta a Kormány Irodalmi Érmét, továbbá a Máltai Álmot (Il-Ħolma Maltija), amelyről Norbert Ellul-Vincenti irodalmi kritikus azt írta, hogy „a máltai nyelvben nincs más hozzá fogható”. Alfred Sant korábbi miniszterelnök és drámaíró ez utóbbit Sammut „mesterművének” tartotta, a brit szerző és költő Majorie Boulton pedig „kolosszális munkának” nevezte.
További prózai munkássága a következő műveket foglalja magába: A francia forradalom: története és jelentősége (Ir-Rivoluzzjoni Franċiża: il-Ġrajja u t-Tifsira), Bonaparte Máltán (Bonaparti f’Malta), amelynek francia fordítása (Bonaparte à Malte) 2008-ban jelent meg. 2006-ban kétnyelvű (angol és máltai) kommentárt fűzött a nemzetközi bestsellerhez, a Da Vinci Code-hoz (On the Da Vinci Code). Ő volt továbbá a Mikiel Anton Vassali nevéhez fűződő Lexikon (Lexicon) szerkesztője. Az 1829-ben született Vassali-t tartják a máltai nyelv atyjának. Máltai axiómák, aforizmák és közmondások (Għajdun il-Għaqal, Kliem il-Għerf u Qwiel Maltin) című műve 2006-ban jelent meg Sammut fordításában. 2007-ben a New York-i Mondial Kiadó gondozásában megjelent Máltai Álom (La Malta Revo), amelyet Sammut ültetett át eszperantóra, képviselte Máltát a klasszikus irodalmi munkák gyűjteményében. 2008-ban jelent meg a Ketrec c. művének ötödik kiadása. 2009-ben mutatta be a legrégebbi írott máltai dokumentumnak tartott Pietru Caxaro-vers (Xidew il qada vagy Il Cantilena) forradalmi újraértelmezését.

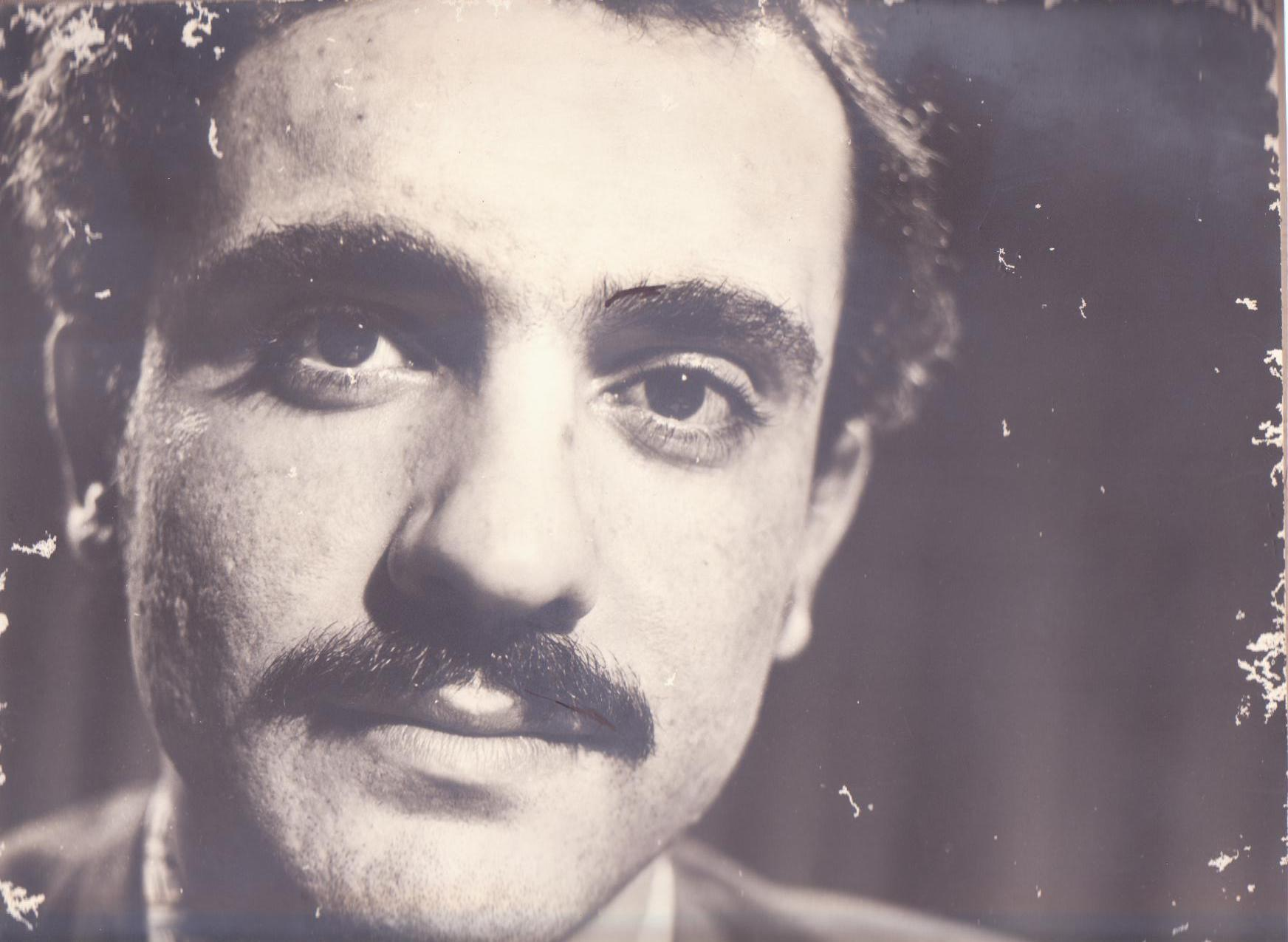
Frans Sammut 1970. körül

Sammut továbbá nagyszámú novellagyűjteményt is megjelentetett: Labirintus (Labirint), Évszakok (Newbiet) és Időink meséi (Ħrejjef Zminijietna).
Peter Serracino Inglott, a Máltai Egyetem korábbi rektora, filozófia professzora, de mindenekelőtt kiemelkedő máltai értelmiségi, az alábbiakat mondta róla:
„Sammut zsenialitása abban rejlik, hogy a Voltaire-i udvari bolondokhoz hasonlóan képes volt a grandiózus álarcot viselő történelmi szereplők farsangi vetületének ironikus megragadására. Képessé teszi az olvasót a személyiségek ellentmondásainak élvezetére, amelyet általában abszolút komolysággal szokás szemlélni. cinkosként mosolygunk kétségeiken, botlásaikon és köntörfalazásukon. Bármelyik fordító számára a történelmi narratívából fikcióba váltó stílus jelenti a legnagyobb kihívást”.

## Utolsó szavai
Frans Sammut híres utolsó szavai a következők voltak: „Feleségemnek és nekem Jeruzsálembe kellene mennünk, de úgy tűnik, hogy változott a terv. Magam megyek most a Mennybéli Jeruzsálembe.”
Serracino Inglott ezekre a szavakra így reagált: „Megértettem, hogy a könnyek és a nevetés felcserélhetőek egymással.”

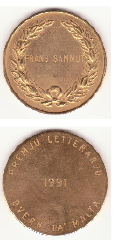
Government of Malta Literary Prize given to Frans Sammut in 1991 for the novel Paceville

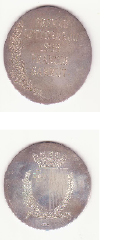
Government of Malta Literary Prize given to Frans Sammut in 1995 for Il-Ħolma Maltija

## Bibliográfia
- Labirintus és más történetek [Labirint u Stejjer Oħra] (novellák) 1968
- A Ketrec [Il-Gaġġa] (5 kiadásban megjelent novella) 1971 – Mario Philip Azzopardi 1971-ben rendezett belőle filmet (Gaġġa)
- Játék négy ember között [Logħba Bejn Erbgħa] (elbeszélés) 1972
- Szamuráj [Samurai] (3 kiadásban megjelent regény) 1975
- Krisztus a máltai költészetben 1913-1973 [Kristu fil-Poeżija Maltija 1913-1973] (kiadatlan disszertáció), Máltai Egyetem 1977
- Fedra [Racine Phèdre c. műve alapján] 1978
- Gyilkosság a Sikátorban a Becsületes Ember [Il-Qtil fi Sqaq il-Ħorr] (elbeszélés) 1979
- Szemben indított Vassalli [Il-Process Vassalli] (dráma) 1980
- A munkások menetelése a szabadság felé [Il-Mixja tal-Ħaddiem lejn il-Ħelsien] (politikai elemzés) 1982
- A francia forradalom: története és jelentősége [Ir-Rivoluzzjoni Franċiża: il-Grajja u t-Tifsira] történelem 1989
- Paceville (regény) 1991
- Irodalom [Letteratura] (irodalmi kritika) 1992
- A máltai álom [Il-Ħolma Maltija] (regény) 1994, 2012,[10] eszperanto fordítás La Malta Revo, megjelent New Yorkban, 2007-ben
- Bonaparte Máltán [Bonaparti f’Malta] történelem 1997; francia fordítás Bonaparte à Malte, megjelent 2008-ban
- Évszakok [Newbiet] (novella) 1998 (Illusztráció: Giovanni Caselli)
- Időink meséi [Ħrejjef Zminijietna] (novella) 2000 (Illusztráció: Giovanni Caselli)
- Dun Ġorġ (György Atya): egy férfi az emberek között [Dun Ġorġ: Il-Biedem tal-Poplu] (történelmi és vallásos témájú) 2001
- Ħaż-Żebbuġ története [Grajjet Ħaż-Żebbuġ] (történelem – Dun Salv Ciappara eredetijének fordítása) 2001
- Lexikon [Lexicon] Mikiel Anton Vassali által 2002
- Miért ne az EU-ba [Għala Le għall-UE] (politikai elemzés) 2003
- Szent Fülöp élete és odaadása [Ħarsa mill-qrib lejn ħajjet San Filep u l-Kult tiegħu] (történelmi és vallásos témájú) 2004
- A Da Vinci Kódról [On The Da Vinci Code/Dwar The Da Vinci Code] (irodalmi kritika) 2006
- Máltai axiómák, aforizmák és közmondások [Għajdun il-Għaqal, Kliem il-Għerf u Qwiel Maltin] (Mikiel Anton Vassali eredetijének fordítása) 2006
- I Giovanniti: La Storia dei Cavalieri di Malta [The History of the Knights of Malta] (history) 2006, published in 2015 (Bonfirraro Editore, Italy)[11]
- Alfred Sant: A változás látomása [Alfred Sant: Il-Viżjoni għall-Bidla[12]] (politikai elemzés) 2008
- Baron Vincenzo Azopardi szótárának bevezetője, amelyben Caxaro „Cantilena” művét elemzi (irodalmi kritika, nyelvészet) 2009